# رواية فروسية
| أدب إسباني |
| --- |
| |
| أدب ألفونسو العاشر أدب العصور الوسطى الترجمات في العصر الذهبي الإسباني أدب عصر النهضة رواية فروسية رواية شطارية رواية بيزنطية ميغيل دي ثيربانتس أدب الباروك أدب عصر التنوير أدب الرومانسية أدب الواقعية أدب الحداثة الأولترايسمو جيل 98 جيل 1914 جيل 27 جيل الخمسينات رواية اجتماعية إسبانية ما بعد الحرب |
| انظر أيضًا |
| نقد أدبي • الانطباعية • رومانسية المدرسة الإبداعية • النقد أدب بورتوريكو • البوم الأمريكي اللاتيني البرناسي • واقعية أدبية • طبعانية الرومانسية الجديدة • العبثية في الأدب • باروكية • واقعية سحرية حداثة • كلاسيكية • سريالية • رمزية                                                                    |

الرواية الرومانسية أو الفروسية الرومانسية هي جنس أدبي من ضروب الثقافة العالية ونوع من أنواع الروايات النثرية والشعرية التي حظيت بشعبية لدى الطبقة الأرستقراطية في أوروبا خلال العصور الوسطى العليا وأوروبا الحديثة المبكرة. كانت قصصًا خيالية عن مغامرات مليئة بالعجائب، وغالبًا ما تتحدث عن فارس متجول أصيل يمتلك سمات بطولية، ويذهب في رحلة للبحث. تطورت هذه القصص إلى حد أبعد من الملاحم مع مرور الوقت؛ على وجه التحديد، «يميزها التركيز على الحب والأخلاق النبيلة عن القصائد البطولية وغيرها من أنواع الملحمة، التي تسود فيها البطولة الحربية الذكورية».
اعتمد الأدب الشعبي أيضًا على المواضيع الرومانسية، ولكن مع غرض السخرية، أو التهكم، أو الهزلية. أعادت القصص الرومانسية صياغة الأساطير والحكايات والتاريخ لتناسب أذواق القراء والمستمعين، ولكن بحلول عام 1600 تقريبًا، بدأت بفقدان شعبيتها، وسخر منها الكاتب ميغيل دي ثيربانتس بشكل شهير في روايته دون كيخوتي. ما زالت الصورة العصرية «للعصور الوسطى» أكثر تأثرًا بالرومانسية من غيرها من الأنواع الأدبية القروسطية، وتثير كلمة القرون الوسطى في الذهن الفرسان، والفتيات الحزينات، والتنانين، والتعابير المجازية الرومانسية الأخرى.
كُتب الأدب الرومانسي في الأصل باللغة الفرنسية القديمة، والأنغلو-نورمانية، والأكستانية، والبروفنسالية، ولاحقًا البرتغالية، والقشتالية، والإنجليزية، والإيطالية (شعر صقلية)، والألمانية. خلال أوائل القرن الثالث عشر، كُتبت القصص الرومانسية بشكل متزايد بالطريقة النثرية. في القصص الرومانسية اللاحقة، وخصوصًا ذات الأصل الفرنسي، يوجد ميل ملحوظ للتركيز على موضوعات الحب النبيل، مثل الإخلاص في الشدائد.

## الشكل
تعامل هذا النوع من الرومانسية مع الموضوعات التقليدية، بصورة مشابهة للقصائد البطولية ومعاكسة للشكل الحديث للرواية. تميزت هذه القصص عن الملاحم السابقة بالاستخدام المكثف للأحداث الرائعة، وعناصر الحب، والاستخدام المتكرر للقصص المعقدة بدلًا من استخدام حبكة بسيطة تكشف عن شخصية رئيسة. كانت الاشكال الأولية على الدوام تُكتب بالطريقة الشعرية، ولكن في القرن الخامس عشر أصبح العديد منها يُكتب بالطريقة النثرية، وغالبًا ما يعيد سرد الإصدارات القديمة.
سعى الشكل الرومانسي إلى تحقيق حلم الأمنيات حيث كان الأبطال والبطلات يُعدون ممثلين لنخبة العصر بينما كان الأشرار يجسدون التهديد لهيمنتهم. هناك أيضًا نموذج أصلي مستمر ينطوي على رحلة بحث البطل. كان هذا البحث أو الرحلة بنية القصة التي تجعل السرد متماسكًا. في ما يتعلق بالبنية، ميز العلماء تشابهًا بين القصص الرومانسية والحكايات الشعبية. حدد فلاديمير بروب شكلًا أساسيًا لهذا النوع الأدبي اشتمل على ترتيب يبدأ بموقف أولي، ثم يعقبه الرحيل، والتعقيد، والخطوة الأولى، والخطوة الثانية، والانحلال. تنطبق هذه البنية أيضًا على الروايات الرومانسية.

### الدورات
كانت الأغلبية الساحقة لهذه القصص مرتبطة مع بعضها بطريقة ما، وربما في إطار القصة الافتتاحي فقط، مع وجود ثلاث سلاسل موضوعية من الحكايات: جُمّعت هذه الحكايات في الأسلوب الخيالي في وقت متأخر مثل «مسألة روما» (في الواقع تركزت هذه الحكاية على حياة الإسكندر الأكبر وأفعاله المرتبطة بشكل كبير بحرب طروادة)، و«مسألة فرنسا» (شارلمان ورولاند، بالادنه الرئيسي) و«مسألة بريطانيا» (حياة الملك آرثر وأعماله، وفرسان الطاولة المستديرة، والتي كان من ضمنها دمج البحث عن الكأس المقدس)؛ وصف مؤلفو العصور الوسطى بوضوحٍ هذه السلاسل بأنها تضم جميع الرومانسيات معًا.
في الواقع، كُتب العديد من القصص الرومانسية «غير التسلسلية» دون أي اتصال من هذا القبيل؛ تشمل هذه الرومانسيات قصصًا مثل الملك هورن، وروبرت الشيطان، وإيبومادون، وإيماري، وهافلوك الدنماركي، وروسوال وليليان، ولو بون فلورنس روما، وأماداس.
في الحقيقة، هناك بعض الحكايات جمعها العلماء معًا تحت مسمى «سلسلة كونستانس» أو «سلسلة الهلال» في إشارة إلى الحبكة المميزة، لا إلى استمرارية الشخصية أو البيئة.

### الملحمة القروسطية
تطورت رومانسية العصور الوسطى من الملحمة القروسطية، لا سيما موضوع فرنسا الذي نشأ من حكايات تشانسون دي غيتسي، مع أشكال وسيطة إذ كان الرابط الإقطاعي للولاء عمالقة، أو قرن سحري، إضافةً إلى الحبكة. وكانت ملحمة شارلمان، على عكس بيوولف، إقطاعية بالفعل دون ولاءات قبلية، وهذا بغرض استمرار الرومانسية.

### المجتمع المعاصر
يتميز الشكل الرومانسي عن ملحمة العصور الوسطى السابقة بالتغيرات التي حدثت في القرن الثاني عشر، والتي قدمت موضوعات جذابة تتسم بالشجاعة في الأعمال. وذلك بصرف النظر عن التطابق مع المصدر، إذ ظهر الإسكندر ملكًا إقطاعيًا بالكامل. وتم التعامل مع الفروسية بوصفها شكلًا مستمرًا منذ العصر الروماني. وامتد هذا إلى التفاصيل مثل الملابس، ففي الحكماء السبعة لروما عندما ارتدي نجل الإمبراطور (دون تسميته) ملابس مواطن إيطالي رصين، وعندما تحاول زوجة أبيه إغواءه، يتم وصف ما يرتديه باستخدام مصطلحات القرون الوسطى. وعندما يرسل بريام باريس في مهمة إلى اليونان في القرن الرابع عشر، يتخذ بريام شكل شارلمان، أما باريس ففي حين يرتدي ملابس أنيقة، يتخذ في اليونان أسلوبًا أكثر بهرجة، بملابس متعددة الألوان وأحذية عصرية، في دلالة على سمات الفتنة في ذلك العصر.
عاودت الشخصيات التاريخية الظهور، وأُعيد استخدامها على الطريقة الرومانسية. إن موضوع فرنسا مستمد بالكامل من شخصيات معروفة، وقد عانت بعض الشيء لأن الأحفاد أبدوا اهتمامًا بالحكايات التي روت عن أسلافهم، على عكس موضوع بريطانيا. وعاود رتشارد كور دي ليون الظهور في الحكايات الرومانسية، إذ كافأته الحورية الأم ووصل إلى السفينة ذات الأشرعة الحريرية، ثم غادر عندما اضطر إلى التمسك بالسر المقدس، والقتال مع الأسد بيديه العاريتين. وظهرت حياة هوارد ذا ويك المبكرة في السجلات على شكل مغامرات منمقة ورومانسية في المنفى، مكتملة بإنقاذ الأميرة والمصارعة مع الدببة. ويتمتع فولك فيتزوارن، الخارج على القانون في عهد الملك جون، بخلفيته التاريخية في خيط بسيط في سلسلة المغامرات الرومانسية.

### التراث الشعبي والحكايات التراثية
تعاملت الرومانسيات في أوائل العصور الوسطى كثيرًا مع موضوعات من الفولكلور، التي تضاءلت شيئًا فشيئًا بمرور الزمن، رغم أنها بقيت حاضرة. وتضمنت العديد من الحكايات لقاء الفارس مع الجنيات، مثل السير لانوفال، ويتمتع هون أوف بورديو بمساعدة الملك أوبيرون، لكن كثيرًا ما تتحول هذه الشخصيات إلى سحرة ومشعوذات. لم تفقد الساحرة مورغان اسمها، لكنها ظهرت في حكاية لو مورت دي آرثر، تدرس السحر بدلًا من أن تكون ساحرة بطبيعتها. وبالمثل، يفقد الفرسان قدراتهم السحرية. وبقيت الجنيات حاضرة في هذا التقليد. وتعد حكاية سير غواين والفارس الأخضر حكاية متأخرة، مع أن الفارس الأخضر نفسه كائن دنيوي آخر.